# Batyskaf

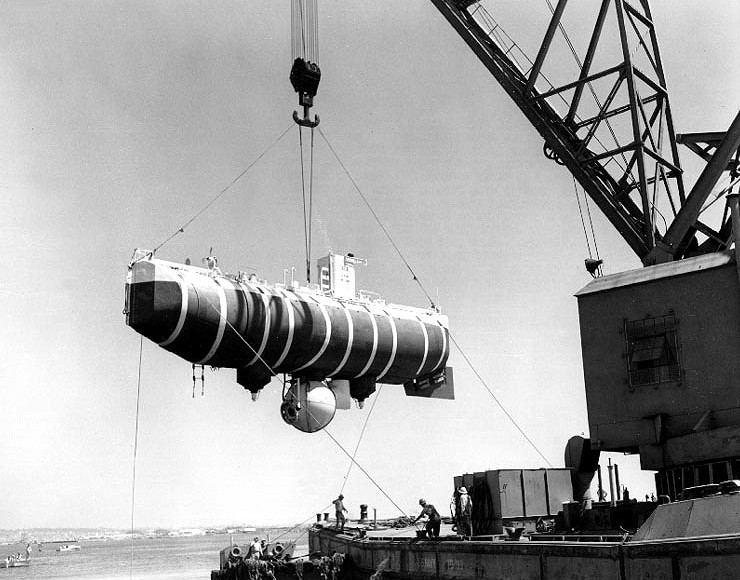
Batyskaf Trieste

Batyskaf je druh ponorky určený k ponorům do velkých hloubek (mnoha kilometrů). Byl vyvinut na základě zkušeností s batysférou, odolnou kulovou kabinou, která je ale místo spouštění na laně ve vodě nadnášena plovákem na principu obdobném nadnášení koše vzdušného balonu. Vynálezcem batyskafu je švýcarský výzkumník Auguste Piccard. Název vychází z řeckých slov bathos (hloubka) a skafos (loď).

## Teorie
Hlavním problémem při ponoru do velkých hloubek je vztah mezi pevností materiálu a vztlakem. Ponorka, která by měla ocelové stěny dost silné, aby vzdorovala tlaku v hloubkách mnoha tisíc metrů, by byla těžší než objem vody, který by vytlačila. Podle Archimédova zákona by tedy klesla ke dnu a nemohla by se vrátit ke hladině.
Profesor Auguste Piccard se zabýval ve 30. letech 20. století výzkumem stratosféry ve velkých výškách pomocí balónů. To jej inspirovalo k řešení problému s pevností stěn hlubokomořského plavidla. Navrhl plavidlo skládající se z dostatečně pevné kulové kabiny a plováku, který ji nadnáší. Plovák byl vyroben z plechu a naplněn benzínem. Benzín je dostatečně lehký a přitom prakticky nestlačitelný. Proto je schopen vyvozovat vztlak nezávisle na hloubce ponoru. Batyskaf klesá díky balastní zátěži, která je před výstupem odhozena.

## Historie
První batyskaf FNRS-2 postavil profesor Piccard v roce 1948. S ním ale provedl jen dva ponory. Stroj pak odkoupilo francouzské námořnictvo (jeho kabina se stala základem FNRS-3) a Piccard postavil pro Itálii batyskaf Trieste. Ten se poprvé ponořil v roce 1954. 23. ledna 1960 (už ve službách amerického námořnictva) se Piccardův syn Jacques s Donaldem Walshem ponořili s tímto batyskafem do rekordní hloubky na dně Marianského příkopu (naměřená hloubka po korekci 10 921,9 m).